# Francisco Villa (Sonora)
Francisco Villa es una ranchería del municipio de Cajeme ubicada en el sur del estado mexicano de Sonora, en la zona del valle del Yaqui. Según los datos del Censo de Población y Vivienda realizado en 2020 por el Instituto Nacional de Estadística y Geografía (INEGI), Francisco Villa tiene un total de 466 habitantes.

## Geografía
Francisco Villa se sitúa en las coordenadas geográficas 27°22'12" de latitud norte y 109°48'34" de longitud oeste del meridiano de Greenwich, a una elevación de 64 metros sobre el nivel del mar.